# تعاونية التقدم (مسكورة)
تعاونية التقدم هو دُوَّار يقع بجماعة مسكورة، إقليم سطات، جهة الدار البيضاء سطات في المملكة المغربية. ينتمي الدوّار لمشيخة مسكورة التي تضم 11 دوار. يقدر عدد سكانه بـ 650 نسمة حسب الإحصاء الرسمي للسكان والسكنى لسنة 2004.

## روابط خارجية
- البوابة الوطنية للجماعات الترابية نسخة محفوظة 12 مارس 2018 على موقع واي باك مشين.
- المندوبية السامية للتخطيط